# コーデー
コーデー（Cordae、コーデイ、本名: Cordae Amari Dunston、1997年8月26日 - ）は、アメリカ合衆国のラッパー、ソングライター、ヒップホップミュージシャン。2020年までYBNクルーのメンバーでありYBN Cordaeの名で活動していた。
2018年から2020年の解散までヒップホップ・コレクティヴのYBNクルーの一員として活動。2019年にソロ・デビューアルバム『The Lost Boy』をリリースし、第62回グラミー賞で最優秀ラップアルバムにノミネートされた。

## 来歴

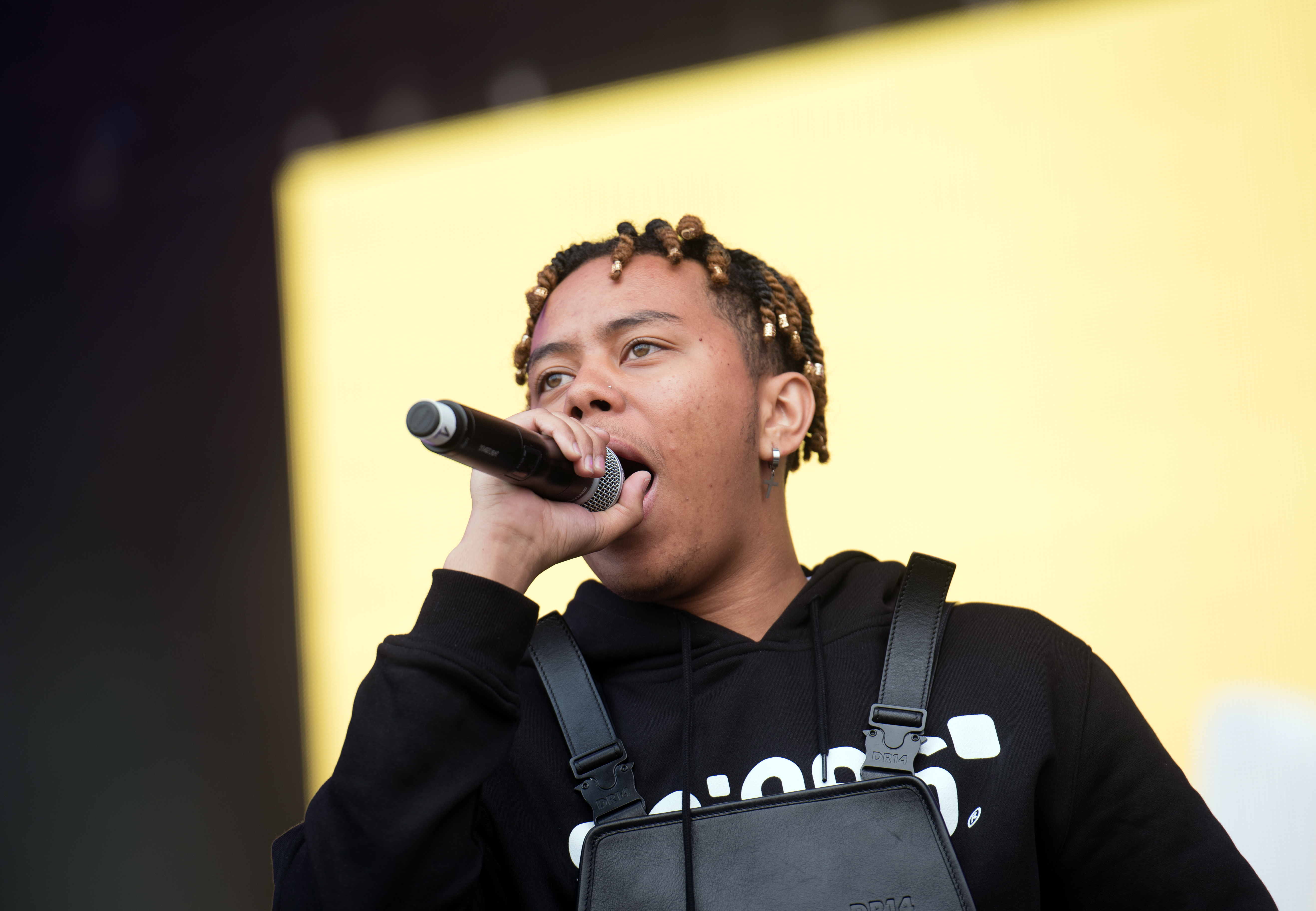
Openair Frauenfeldに出演するCordae（2019年）

1997年8月26日、コーデー・アマリ・ダンストンはノースカロライナ州ローリーで生まれ、メリーランド州スーツランドで育つ。幼い頃、父親がラキム、ナズ、ビッグL、タリブ・クウェリなどのクラシック・ヒップホップをいつも聞いていたことから、音楽に興味を持った。コーデーは年を重ねるにつれてラップのキャリアを追求するようになり、10代のうちにEntendreという名で3本のミックステープ『Anxiety』 (2014年)、『I'm So Anxious』 (2016年)、『I'm So Anonymous』 (2017年)をリリースした。彼は2015年に高校を卒業し、Towson大学に進学したが2018年に中退し、ロサンゼルスに越してラップのキャリアを本格化させる。
2018年、ソーシャルメディアを通じて知り合ったYBN NahmirとYBN Almightyとロサンゼルスで交流するようになり、ヒップホップ・コレクティヴのYBNクルーに参加する。2018年5月に芸名をYBN Cordaeに変更し、シングル「introduction to the world」をリリースした。同曲はエミネムの楽曲「My Name Is」をリミックスしたもので話題となった。
2019年6月、XXLマガジンのフレッシュマン・クラスに選出され、7月26日にはデビューアルバム『The Lost Boy』をリリースする。このアルバムは第62回グラミー賞で最優秀ラップアルバムにノミネート、「Bad Idea」が最優秀ラップ・ソング賞にノミネートされた。
2020年8月6日、YBN NahmirはツイッターでYBNコレクティヴが正式に解散したことを発表する。その結果、YBN Cordaeの芸名からYBNが削除され、現在の名となった。

## 音楽性
コーデーは、オールドスクールのヒップホップと最先端のヒップホップの両方を理解しているため、ヒップホップの世代間ギャップを埋める鍵となりうると評価されている。
リスペクト誌は、コーデーの音楽は時代の先を行っており「古いものと新しいものがミックスされていて、最近の新世代のラッパーとは一線を画している。」と評している。

### 影響を受けたアーティスト
コーデーは2018年のインタビューで影響を受けたアーティストとして、ナズ、ジェイ・Z、キッド・カディ、カニエ・ウェスト、エミネム、キャピタル・シティーズ、リル・ウェイン、J・コール、ビッグ・L、トラヴィス・スコット、ケンドリック・ラマーを挙げている。2019年の『The Lost Boy』のリリース直後、彼は好きなラッパーのトップ5をジェイ・Z、ナズ、2パック、ノトーリアスB.I.G.、ビッグ・Lと明かしている。

## 人物

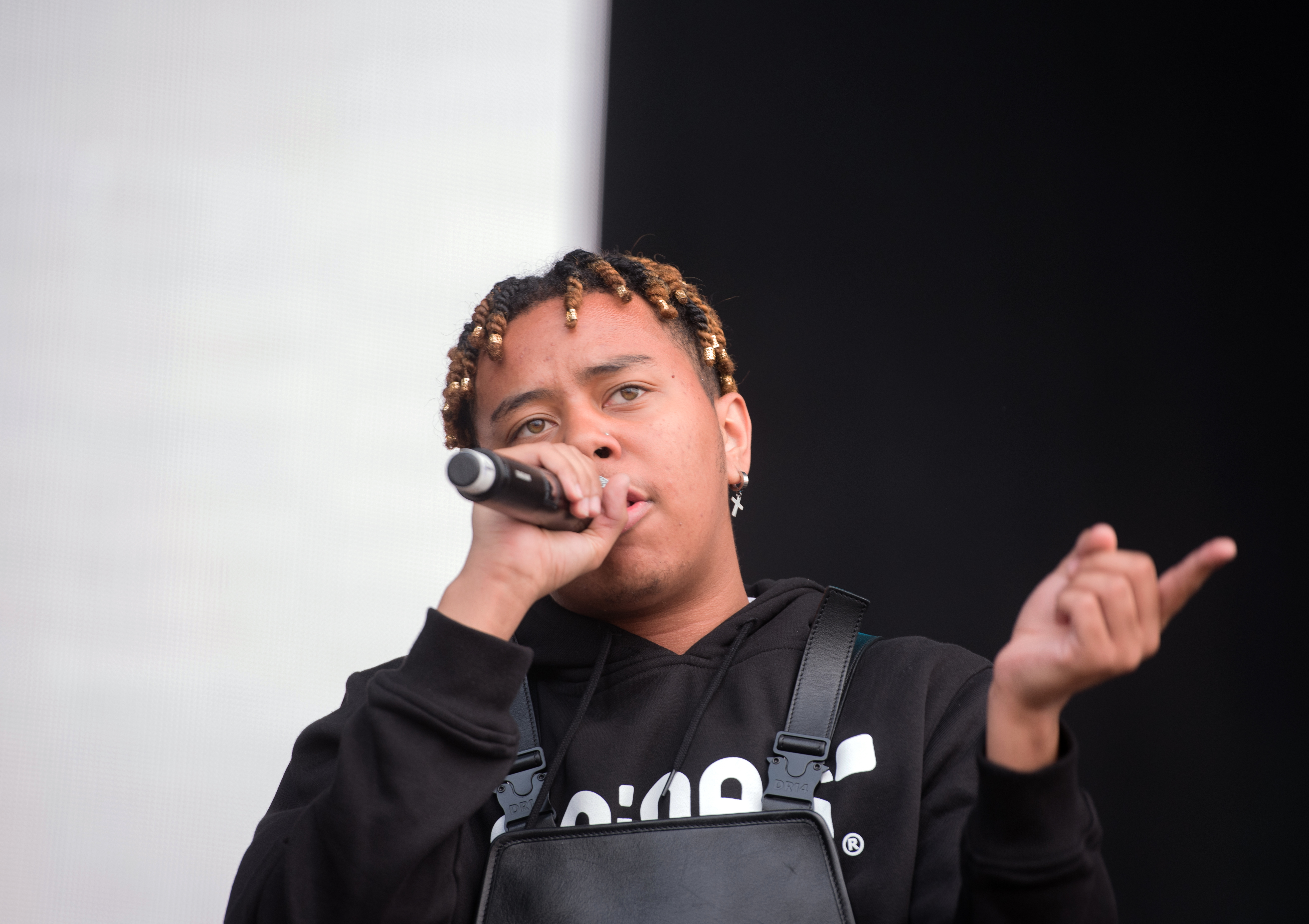
Openair Frauenfeldに出演するCordae（2019年）

### 私生活
コーデーはテニスプレイヤーの大坂なおみと交際していたが、破局。

### 社会活動
コーデーは2016年にBlack Lives Matterの抗議運動に参加し、群衆の間で自分が直面している葛藤や、自分のコミュニティで気づいていた問題についてラップを披露した。 2020年7月、ケンタッキー州ルイビルで行なわれたブリオナ・テイラーが警察に殺害された事件への抗議行動で、アメリカンフットボール選手のケニー・スティルスとともに逮捕された。

## ディスコグラフィ
スタジオ・アルバム
- The Lost Boy (2019年)
- From a Birds Eye View (2022年)
- The Crossroads (2024年)